# En un mercedes blanco
En un mercedes blanco es una canción del cantante y compositor español Kiko Veneno. Apareció en su álbum de 1992 Échate un cantecito. Como el resto de las canciones del disco, Kiko Veneno es el responsable de letra y música, en tanto que Joe Dworniak se encargó de la producción.
Las letras de la canción hacen alusión a los estragos que la heroína causó entre la comunidad gitana española:

[La canción] se me ocurrió un día que estaba con Raimundo [Amador] en el barrio sevillano de Las 3.000 Viviendas. Vi a un gitano comprar cinco duros de papel albal para hacerse chinos [fumar heroína]. La letra habla del impacto que produce la heroína en el mundo de los gitanos: hizo estragos en el 90% de las familias.

El texto es un romance, con versos octosílabos y rima asonante en los pares. La canción es una rumba.
El programa de televisión Cachitos de hierro y cromo (2013) recibe su nombre de un fragmento de la canción.

## Grabación
Como el resto de temas de Échate un cantecito, «En un mercedes blanco» fue grabado y mezclado en los estudios Moody de Londres entre el 18 de mayo y el 29 de junio de 1992. El disco fue una producción de Animal Tour, la productora de Santiago Auserón, para BMG Ariola. La producción estuvo a cargo de Jo Dworniak.
Además de Kiko Veneno como cantante, intervinieron en la grabación Lolo Ortega a la guitarra eléctrica y Andrés Herrera "El Pájaro" a la guitarra flamenca.

## Relevancia
«En un mercedes blanco» es considerado uno de los mejores temas de Kiko Veneno. En noviembre de 2006, la edición española de la revista Rolling Stone publicó los resultados de una votación efectuada entre 156 músicos de todas las épocas y estilos que eligieron las 200 mejores canciones de la historia del pop-rock español. «En un mercedes blanco» quedó en el puesto 58 (era la segunda canción colocada por Kiko Veneno, tras «Echo de menos», en el puesto 34).

## Versiones
En 2007, el grupo español Marea incluyó una versión de «En un mercedes blanco» en su trabajo recopilatorio Coces al aire (1997-2007). Era el segundo corte del segundo CD, Jauría de perros verdes.